# Johannes Baazius den yngre
Johannes Johannis Baazius den yngre, född 13 juli 1626 i Jönköping, död 12 maj 1681 i Stockholm, var en svensk ärkebiskop.
Johannes Baazius den yngre var son till biskopen i Växjö Joannes Baazius den äldre. Efter studier vid gymnasiet i Linköping 1640 och vid universitetet i Dorpat 1642 skrevs han in vid Uppsala universitet 1643. Därefter vidtog studier vid de tyska universiteten i Königsberg 1646 och i Greifswald 1647. Som informator till Per Brahes brorson Nils Brahe kom Baazius åter till Uppsala. Efter ytterligare besök vid tyska universitet 1650–1652 uppvaktade han Per Brahe och erhöll kyrkoherdetjänsten i Skärstads socken men tillträdde aldrig då han strax därefter kallades till hovpredikant hos drottning Kristina. Han stannade vid hovet under Karl X Gustav och Hedvig Eleonora. Därefter kyrkoherde i Vingåker 1659 för att bli utnämnd till biskop i Växjö 27 juli 1667. Biskop i Skara blev han 11 december 1673 och ärkebiskop i Uppsala var han 23 maj 1677 till sin död.
Baazius krönte 1680 Karl XI:s gemål Ulrika Eleonora. I april 1681 kallades han av konungen till huvudstaden och reste trots sjukdom till Stockholm. Kvällen före Kristi Himmelsfärd intog han en måltid tillsammans med konungen och sedan han återkommit till sin värd, kyrkoherden vid Riddarholmskyrkan, skall han till denne önskat godnatt med orden; "I morgon skola vi i Guds namn fara med Kristo till himla". Morgonen därpå fann man ärkebiskopen död i sin säng. Under tiden vid hovet väckte Baazius beundran som en beläst och sansad man. Han var gift med Elsa Honthera, från den så kallade Bureätten, ättling till ärkebiskop Nicolaus Olai Bothniensis.